# 紀平悌子
紀平 悌子（きひら ていこ、1928年〈昭和3年〉2月2日 - 2015年〈平成27年〉7月19日）は、日本の政治家。元参議院議員（1期）、元日本婦人有権者同盟会長。旧姓佐々。

## 経歴
福岡県福岡市に生まれるが、父佐々弘雄が九大事件で失職し、東京都港区に転居する。実家目前の、東京府立第三高等女学校（現東京都立駒場高等学校）に通う。4年時に飛び級で旧制聖心女学院に入る。戦中の混乱で休学するも戦後新制聖心女子大学専門部歴史科を卒業。
1948年10月9日、父の佐々弘雄が参議院議員在職中に病死。
1949年、新聞記者であった紀平行雄と結婚し紀平姓となる。しかし行雄はすぐに肺結核で倒れ、失業した。困り果てた悌子は、父親が生前褒めていた市川房枝を訪ねる。以後、市川が死去するまで師事した。
1953年、市川が第3回参議院議員通常選挙で初当選し、その秘書を務める。1958年、長男を出産。
1967年の東京都知事選挙では、市川は美濃部亮吉の選挙母体「明るい革新都政をつくる会」の代表委員を務めた。この頃、夫の紀平行雄は核兵器禁止平和建設国民会議（核禁会議）の専務理事を務めていた。民社党は核禁会議議長の松下正寿を擁立。紀平行雄は松下の選挙母体「都政懇談会」の事務局長を務めることとなり、美濃部陣営と戦った。
1974年、第10回参議院議員通常選挙に東京都選挙区から無所属で立候補し、候補者20名・当選者4名（安井謙・上田哲・阿部憲一・上田耕一郎）の7位に終わり落選。
1980年4月18日と19日、日本婦人有権者同盟の総会が開かれ、会長に選出された。
1986年の第14回参議院議員通常選挙に熊本県選挙区から無所属で出馬し、候補者4名・当選者2名（田代由紀男・守住有信）の3位に終わり落選。 
1989年 第15回参議院議員通常選挙に無所属（社会・社民連推薦）で出馬し、候補者5名・当選者2名でトップ当選。（もう一名は沢田一精）会派には所属せず、無所属で活動した。
1995年 第17回参議院議員通常選挙に無所属で出馬し、候補者5名・当選者2名（阿曽田清・三浦一水）の3位に終わり落選。
2012年、旭日中綬章受章。
2015年7月19日、心不全のため死去。87歳没。

## 著書
- 「父と娘の昭和悲史」（河出書房新社、2004年）

## 関連書籍
- 私の昭和史 憲法を護り護られての闘い（熊本日日新聞情報文化センター）

## 家族
- 父：佐々弘雄（政治学者）
  - 兄：佐々克明（歴史作家）
  - 弟：佐々淳行（元警察官僚、危機管理評論家）
- 夫：紀平行雄（核兵器禁止平和建設国民会議の専務理事[4]）

## エピソード
- 三島由紀夫の妹・平岡美津子と聖心女学院で同級生であった縁から、美津子の死後、三島と交際していた時期がある[7][8]。